# 中华人民共和国导师制
导师制在改革开放之后，被引入中国高等教育体系中，是研究生、博士生阶段主要的教育模式。2002年，北京大学、浙江大学实行本科生导师制，后扩大到全国。2010年代後期，中華人民共和國一些省份的高中開始引入導師制。
在导师制下，高校导师和学生之间形成从属关系，双方关系全面异化:40。2014年时，主管中国大陆高校的中国教育部面对高校导师压榨、性侵学生的丑闻此起彼伏的现实，试图从制度方面解决的尝试未能成功:103。

## 争议
中国高校对教师的考评体系，是以论文数量和课题项目为核心。办学的初衷——教学，反成为边缘工作，学生亦沦为导师控制下的廉价人力资源。2005年，中国教育部公布《教育部关于进一步加强高等学校本科教学工作的若干意见》，提出“有条件的高校要积极推行导师”。或认为，以本科生为廉价劳动力资源方是推广本科生导师制的动力。 
在研究生、博士生阶段，导师个人主宰学生学业，决定学生命运，形成人身依附。而在理工科类高校实验室中，其工作团队通常以企业的方式运作。导师作为负责人，职责与企业老板相同。学生的学习过程实质变为工作，双方形成隐形的雇佣关系或从属关系，故学生多将导师称为老板:40。但此种劳动关系不被中国法律承认，亦不受保护。与普通劳动者相比，甚至在校外、休息时间，学生仍需为导师无休止的劳动。对于导师压榨学生，高校可能会因经济利益而不愿干涉，进而纵容。2007年的研究文章指出，师生关系在导师制下呈现冷漠化、利益化、紧张化、简单化的特点:41。
自2000年代起，因导师制造成师生关系的异化，双方冲突化、紧张化愈演愈烈:40。2014年，中国教育部出台"红七条"规定，试图为高校师德治理方面提供制度支撑，但实施效果并未达到预期目标:103。全国各地高校，因导师压榨学生，学生举报，以及学生以自杀寻求解脱的个案比比皆是。2018年曝光的陶崇园事件，2020年曝光的南开大学曹亚安教授画大饼欺骗、压榨研究生事件，即是此类情况中的典型。各类导师性侵犯女生的事件屡见不鲜，例如2022年闹得沸沸扬扬的南开大学多名导师侵犯女生的新闻——天津南开大学四位教师尹沧海、陈泰锁、李文韬，邢晓东分别被实名举报玩弄女学生。

## 相关
- 師徒
- 學徒